# Tāsh-e Soflá
Tāsh-e Soflá (persiska: تاشِ پائين, Tāsh-e Pā’īn, تاش سفلى) är en ort i Iran.   Den ligger i provinsen Semnan, i den norra delen av landet, 300 km öster om huvudstaden Teheran. Tāsh-e Soflá ligger 2 226 meter över havet och antalet invånare är 149.
Terrängen runt Tāsh-e Soflá är kuperad västerut, men österut är den bergig. Runt Tāsh-e Soflá är det mycket glesbefolkat, med 5 invånare per kvadratkilometer. Närmaste större samhälle är Mojen, 9,1 km söder om Tāsh-e Soflá. Trakten runt Tāsh-e Soflá består i huvudsak av gräsmarker.